# Eshton
Eshton – wieś w Anglii, w hrabstwie North Yorkshire, w dystrykcie (unitary authority) North Yorkshire. Leży 67 km na zachód od miasta York i 306 km na północny zachód od Londynu.